# SN 1974C
SN 1974C – supernowa odkryta 26 lutego 1974 roku w galaktyce NGC 3310. W momencie odkrycia miała maksymalną jasność 16,50m.